# Knaresborough
Knaresborough – miasto i civil parish w Wielkiej Brytanii, w Anglii, w regionie Yorkshire and the Humber, w hrabstwie North Yorkshire, w dystrykcie (unitary authority) North Yorkshire. Leży 4,1 km od miasta Harrogate, 25,9 km od miasta York i 293,2 km od Londynu, nad rzeką Nidd. W 2011 roku civil parish liczyła 15 441 mieszkańców. Knaresborough jest wspomniana w Domesday Book (1086) jako Chenaresburg.
W tym mieście ma siedzibę klub piłkarski – Knaresborough Town F.C.